# Kei Taniguchi
Kei Taniguchi (jap. 谷口 圭, Taniguchi Kei; * 15. Juli 1974 in der Präfektur Osaka) ist ein ehemaliger japanischer Fußballspieler.

## Karriere
Taniguchi erlernte das Fußballspielen in der Schulmannschaft der Minamiuwa High School. Seinen ersten Vertrag unterschrieb er 1993 bei Nagoya Grampus Eight. Der Verein spielte in der höchsten Liga des Landes, der J1 League. 1995 gewann er mit dem Verein den Kaiserpokal. 1996 wurde er mit dem Verein Vizemeister der J1 League. 1997 wechselte er zum Zweitligisten Brummel Sendai. 1998 wechselte er zu Ehime FC. Ende 2002 beendete er seine Karriere als Fußballspieler.

## Erfolge
Nagoya Grampus Eight
- J1 League

Vizemeister: 1996
- Kaiserpokal

Sieger: 1995